# Tōru Yasutake
Tōru Yasutake (jap. 安武 亨, Yasutake Tōru; * 10. Dezember 1978 in der Präfektur Fukuoka) ist ein ehemaliger japanischer Fußballspieler.

## Karriere
Yasutake erlernte das Fußballspielen in der Jugendmannschaft von Sanfrecce Hiroshima. Seinen ersten Vertrag unterschrieb er 1997 bei Sanfrecce Hiroshima. Der Verein spielte in der höchsten Liga des Landes, der J1 League. Für den Verein absolvierte er zwei Erstligaspiele. Ende 1998 beendete er seine Karriere als Fußballspieler.